# Jürgen Zumholte
Jürgen Zumholte (* 6. Februar 1942; † 6. September 2019 in Velbert) war ein deutscher Tanzlehrer, der als Trainer im Formationstanz zahlreiche Europa- und Weltmeistertitel errang.

## Leben und Karriere
Zumholte war von 1967 bis 1987 mit Petra, jetzt Petra Heiduk, ebenfalls Tänzerin, und in zweiter Ehe mit Annerose Schlebusch verheiratet. Bereits ab 1961 tanzte das Paar erfolgreich in Turnieren des Deutschen Tanzsportverbandes DTV und erreichten auf nationaler Ebene von 1968 bis 1973 wiederholt Endrunden Deutscher Meisterschaften in Standard, Latein und Kombination. 1973 wurden sie Sechste bei der Europameisterschaft Latein und wurden 1975 Profis. 1977 beendeten die Zumholtes ihre aktive Laufbahn.
Nach dem Studium an der Trainerakademie des Deutschen Sportbundes (heute Deutscher Olympischer Sportbund DOSB) wurde Jürgen Zumholte der erste diplomierte Trainer des DTV. In den 1970er-Jahren widmete sich Zumholte als Trainer dem Formationstanz, speziell Latein. Mit dem TSC Grün-Weiß Gelsenkirchen war er darin in der Bundesliga und gewann 1975 in Blackpool seine erste Europameisterschaft. Von 1981 bis 1984 wirkte er bei deren Ausgründung TSC Kongress Gelsenkirchen und wurde mit ihnen 1982, 1984 und 1984 Europa- sowie 1982 in Duisburg Weltmeister in Latein.
Nach Unstimmigkeiten zwischen ihm und dem Verein in Gelsenkirchen gründete Zumholte in Velbert seine eigene, gleichnamige Tanzschule, wohin ihm die Mitglieder der Lateintanzgruppe durch Vereinswechsel folgten. In Velbert wurde Zumholte 1986, 1988, 1889 und 1990 Weltmeister in der Sparte. 1996 zog er sich aus der Tanzschule zurück, diese trat danach als TSZ Velbert auf und unterlag späteren Aus- und Neugründungen. Anfang der 1990er-Jahre entstand der Kontakt von Zumholte zum litauischen „Zuvedra Sport Dance“ aus Klaipėda, die von ihm trainiert und dazu auch oft im Velberter Trainingslager waren. Mit seiner Hilfe holte diese Vereinigung sechs WM-Titel im Formationstanz.

## Rezeption
Zumholte gilt als Schaffer der Tanzfigur Velberter Rose, die zum ersten Mal bei der WM 1982 aufgeführt wurde. Der DTV bezeichnete Zumholte in einem Nachruf als „Ikone des Tanzsports“. Viele Jahre machte seine Tanzschule durch ihre Erfolge den Namen Velberts national und international bekannt und wurde in dieser Zeit neben der ortsansässigen Schloss- und Beschlagindustrie zu einem Markenzeichen der Stadt.